# Acta Diurna
Acta Diurna és un terme en llatí que podria traduir-se com a arxiu diari propi de l'Antiga Roma. Eren les minutes quotidianes dels negocis públics i d'esdeveniments socials i polítics.
L'any 69 aC, Juli Cèsar va ordenar que les obres diàries del Senat (acta diurna, commentaria Senatus) fossin fetes públiques. Després Cèsar August va prohibir-ne la publicació, encara que les accions del Senat van continuar sent registrades i es podien llegir amb una autorització especial.
També hi va haver anotacions públiques (acta diurna urbis, 'minutes diàries de la ciutat') dels esdeveniments de les assemblees populars i els tribunals i també dels naixements, morts, matrimonis i divorcis. Tot plegat constituïa una gaseta diària, prototip dels moderns diaris.
Les Actae es diferenciaven dels Annales (que es van interrompre l'any 133 aC) en què en aquests últims només es registraven els assumptes majors i més importants, mentre que en les Acta es registraven els fets ocorreguts de menor importància. La seva publicació va continuar fins a la transferència de la seu de l'Imperi a Constantinoble. Avui dia, no queda cap fragment original.